# آنتونیو لوپز گارسیا
آنتونیو لوپز گارسیا (انگلیسی: Antonio López García؛ زادهٔ ۶ ژانویهٔ ۱۹۳۶) نقاش و مجسمه‌ساز اهل اسپانیا است. وی در فیلم رویای روشنایی به ایفای نقش پرداخته است.